# سانتياغو كاربينتيرو
سانتياغو كاربينتيرو فرنانديز (بالإسبانية: Santiago Carpintero)‏ (مواليد 29 سبتمبر 1976 في ليون) لاعب كرة قدم إسباني متقاعد، لعب في مركز خط الوسط.

## وصلات خارجية
- سانتياغو كاربينتيرو على موقع قاعدة بيانات كرة القدم.إي يو (الإنجليزية)
- سانتياغو كاربينتيرو على موقع بيانات كرة القدم. دي إي (الألمانية)
- سانتياغو كاربينتيرو على موقع Soccerway.com (الإنجليزية)
- سانتياغو كاربينتيرو على موقع عالم كرة القدم.نت (الإنجليزية)
- سانتياغو كاربينتيرو على موقع كووورة

- BDFutbol profile
- Futbolme profile (بالإسبانية)